# Нагирняк, Дмитрий Ефимович
Дмитрий Ефимович Нагирняк (1928 — 2009) — советский передовик сельскохозяйственного производства. Герой Социалистического Труда (1966).

## Биография
Родился 22 октября 1928 года в селе Каменное, Савранского района Одесской области, Украинской ССР.
С 1944 в период Великой Отечественной войны Д. Е. Нагирняк начал работать — бригадиром полеводческой бригады Савранской машинно-тракторной станции.
С 1946 года после окончания курсов трактористов Савранской машинно-тракторной станции, работал — трактористом и позже был назначен — бригадиром тракторной бригады в колхозе имени Кирова.
Бригада под руководством Д. Е. Нагирняка освоила высокоурожайные сорта пшеницы, в том числе — «Одесская-10». В течение нескольких лет с 1946 по 1966 годы получали урожай до — 25 центнеров озимой пшеницы, 50 центнеров кукурузы на зерно, 275 сахарной свеклы с гектара.
В 1966 году на обрабатываемых бригадой площадях был получен урожай — 26 центнеров пшеницы с гектара.
23 июня 1966 года Указом Президиума Верховного Совета СССР «за выдающиеся успехи, достигнутые в увеличении производства и заготовок пшеницы, ржи, гречихи, проса, риса, кукурузы и других зерновых и кормовых культур» Дмитрий Ефимович Нагирняк был удостоен звания Героя Социалистического Труда с вручением ордена Ленина и золотой медали «Серп и Молот».
Был постоянным участником ВДНХ СССР, в 1969 году был награждён бронзовой медалью ВДНХ. До 1970 года продолжал работать бригадиром тракторной бригады в колхозе имени Кирова. В 1970 году переехал жить в посёлок Саврань Одесской области. Работал в транспортной конторе Одесского облпотребсоюза. За отличие в труде награждался орденом Октябрьской Революции.
После инфаркта по состоянию здоровья перешёл работать механиком Савранского хлебозавода и позднее до 1981 года работал директором Савранского ремонтно-технического предприятия. Избирался делегатом III съезда колхозников СССР.
С 1981 года на пенсии. Жил в посёлке городского типа Саврань. Умер 4 сентября 2009.

## Награды
- Медаль «Серп и Молот» (23.06.1966)
- Орден Ленина (23.06.1966)
- Орден Октябрьской Революции
- Медали ВДНХ